# Ніжинський Вацлав Хомич

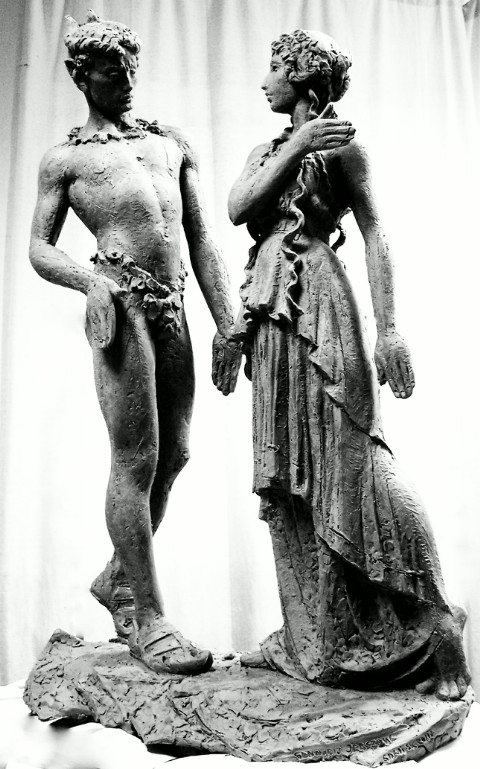
Фігури Вацлава та Броніслави Ніжинських, скульптор Геннадій Єршов встановлено у Великому театрі у Варшаві

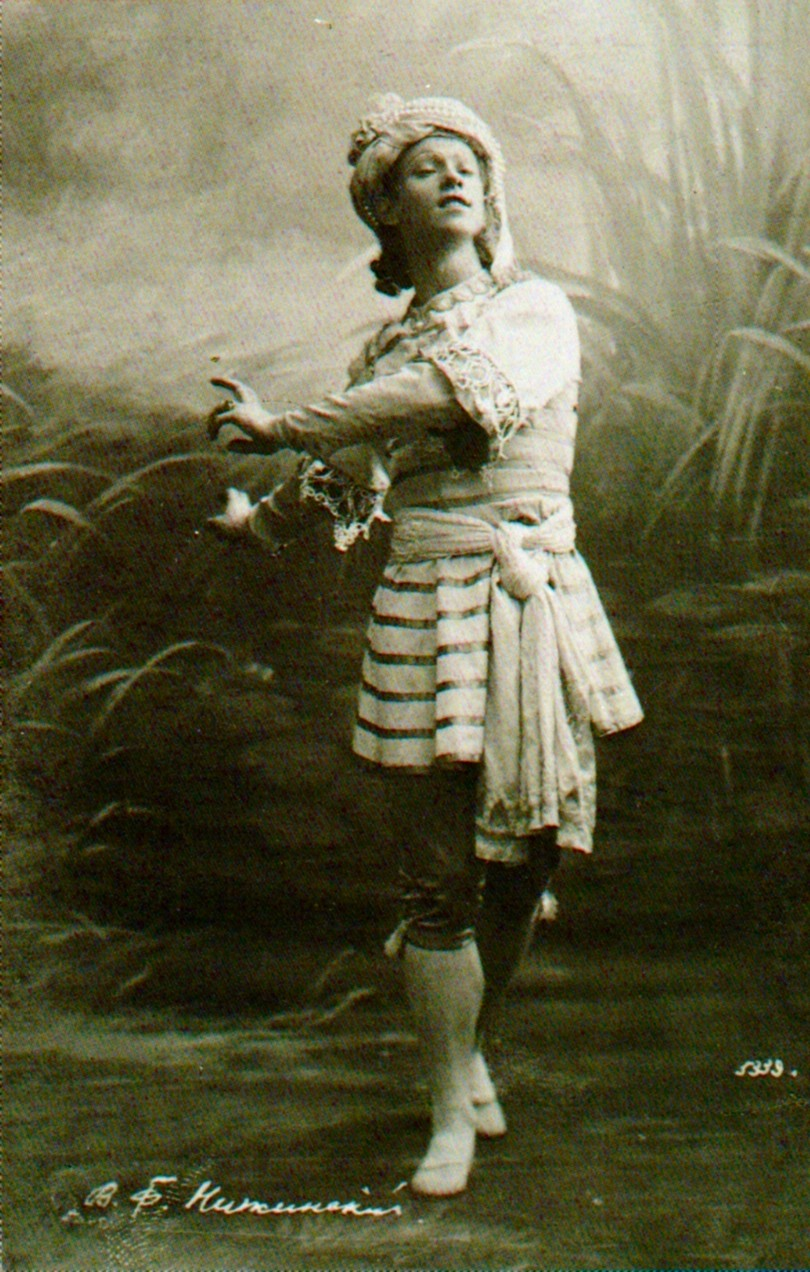
Вацлав Ніжинський у ролі Ваю в балеті «Талісман» Рікардо Дриго (хореограф Маріус Петіпа, Санкт-Петербург, 1909)

Ва́цлав Ніжи́нський (пол. Wacław Niżyński, 12 березня 1889, Київ — 11 квітня 1950, Лондон, Велика Британія) — артист балету польського походження, видатний украінський танцівник і хореограф зіркової трупи Сергія Дягілєва. 

## Життєпис
Народився в родині мандрівних танцівників. Батьки — Томаш (Хома, пол. Tomasz Niżyński) та Елеонора Ніжинські — були випускниками Варшавської балетної школи й у молодості виступали у Варшавській опері. Балетмейстер Хома Ніжинський був одним з найкращих виконавців і постановників українських танців, разом з Марком Кропивницьким в опері «Катерина» блискуче поставив танець «Козак», який органічно вплітався в дію спектаклю завдяки аранжувальній обробці народної основи.
Навчався у Петербурзькому театральному училищі. 1908 року закінчив його з відзнакою, а вже через кілька місяців танцював з провідними балеринами на сцені Імператорського Маріїнського театру в Санкт-Петербурзі. На початку 1911 року Ніжинського звільнили з Маріїнського театру на вимогу імператорської сім'ї, тому що він танцював з Тамарою Карсавіною в балеті «Жизель» у костюмі, який визнали непристойним.
З 1913 жив у Західній Європі: провідний танцюрист і балетмейстер «Російських сезонів» у Парижі й Лондоні, балетної трупи Сергія Дягілєва, власної трупи в Лондоні.
Критики називали його «восьмим дивом світу», найвище оцінюючи його талант танцівника.
Його партнерками були Матильда Кшесінська, Тамара Карсавіна й Анна Павлова.
«Він спростував всі закони рівноваги й перевернув їх з ніг на голову, він нагадує намальовану на стелі людську постать, він легко почуває себе в повітряному просторі…» — писав про Ніжинського французький сюрреаліст Жан Кокто.
Найвидатніші балети з участю Вацлава Ніжинського: «Весна священна» та «Полудень одного фавна».
У 1917 році, через психічну хворобу залишив сцену та перебував під наглядом лікарів. У 1919 році написав "Щоденник Ніжинського", виданий у Парижі 1958 року та перевиданий під редакцією американської журналістки Джоани Акочелла.
Молодшою сестрою Вацлава була Броніслава Ніжинська — теж танцюристка та хореографка, що брала участь в Російських сезонах Дягілева. У 1919 році вона відкрила в Києві власну балетну студію «Школа руху». Її філософія навчання була зосереджена на підготовці танцюристів для роботи з такими хореографами, як її брат. Серед учнів Броніслави Ніжинської був видатний український балетний танцюрист та хореограф Сергій Лифар.
У 1913 році Вацлав Ніжинський одружився з угорською танцюристкою Ромолою де Пульскі (20 лютого 1891 — 8 червня 1978). Її мати була відомою акторкою, а батько засновником і першим директором Угорської національної галереї. У шлюбі народилися дочки Кіра і Тамара.
Старша дочка Ніжинського Кіра (19 червня 1913 — 1 вересня 1998) була артисткою балету, дружиною українського диригента Ігоря Маркевича, брата віолончеліста Дмитра Маркевича і праправнука українського історика Миколи Маркевича. В 1936 році народила сина Вацлав, та шлюб закінчився розлученням. Пізніше Кіра емігрувала до США, оселившись в Сан-Франциско.
Його друга дочка, Тамара Ніжинська, була акторкою театру ляльок в Угорщині. Після подій 1956-го року з дочкою Кінгою поїхала в Монреаль і заснувала там ляльковий театр. Потім переїхала в Фінікс (США), де працювала бібліотекаркою. Пішовши на пенсію, заснувала Фонд Вацлава і Ромоли Ніжинських, присвятивши себе поширенню творчої спадщини батька. Внучка Ніжинського, Кінга, була вчителькою музики, керувала хором і протягом 40 років була органісткою при церкві. Виступає на сцені з моноспектаклем «Мадам Ніжинські: одружена з богом» — про свою бабусю Ромолу. Написала книгу про гастрольний тур Вацлава Ніжинського 1916—1917 років.
Вацлаву та Броніславі Ніжинським — видатним танцюристам ХХ століття присвячена скульптурна композиція, створена Геннадієм Єршовим у 2011 році, в 100 річницю заснування Російського балету Сергія Дягілєва. Бронзові постаті в ролі фавна та німфи встановлено у Великому Театрі у Варшаві.